# Delias aganippe
Espèce

Delias aganippe est une espèce de papillons de la famille des Pieridae.
- Répartition : Australie.